# Nova Vasîlivka, Dîkanka
Nova Vasîlivka (în ucraineană Нова Василівка) este un sat în comuna Petro-Davîdivka din raionul Dîkanka, regiunea Poltava, Ucraina.

## Demografie
Componența lingvistică a localității Nova Vasîlivka
     Ucraineană (100%)
Conform recensământului din 2001, toată populația localității Nova Vasîlivka era vorbitoare de ucraineană (100%).